# Вичитравирья
Вичитрави́рья (санскр. विचित्रवीर्य, IAST: vichitravīrya) — герой древнеиндийского эпоса «Махабхарата», младший сын Шантану и Сатьявати, брат Читрангады. Старшим братом Вичитравирьи и Читрангады по отцу был Бхишма (сын Шантану и Ганги).
Однажды Шантану, переправляясь через реку Ямуну, встретил и влюбился в Сатьявати — приёмную дочь рыбака по имени Дасараджа. Дасараджа согласился выдать свою дочь замуж за Шантану только при условии, что рождённый Сатьявати сын унаследует престол. Шантану не мог дать подобного обещания, так как это было бы несправедливо по отношению к его сыну Бхишме, рождённому от богини Ганги. Бхишма, однако, пришёл на выручку своему отцу и пообещал отказаться от всех притязаний на трон в пользу детей Сатьявати. Чтобы окончательно убедить недоверчивого Дасараджу, Бхишма пообещал до конца жизни быть брахмачарьей, то есть дал обет пожизненного целибата. Таким образом, у Бхишмы не могло появиться претендующих на престол потомков. У Шантану и Сатьявати родилось двое сыновей: Читрангада и Вичитравирья. После смерти Шантану, Читрангада стал правителем Хастинапура. Его успех и популярность разгневали полубога-гандхарву, носившего то же имя, что привело к поединку между ними, который продолжался три года. Гандхарва одержал верх над Читрангадой, убив его в битве, и, так как Читрангада не оставил после себя потомства, на престол Хастинапура взошёл Вичитравирья. Так как Вичитравирья в это время был ещё ребёнком, Бхишма стал править как регент. Когда Вичитравирья подрос и ему пришло время жениться, Бхишма занялся поисками подходящей невесты для своего брата. Узнав о том, что правитель Каши организует церемонию сваямвары для своих трёх дочерей, Бхишма отправился на церемонию вместо своего брата, который из-за своего юного возраста не имел никаких шансов быть избранным в мужья молодыми царевнами. Бхишма выиграл сваямвару и привёз Вичитравирье трёх царевен — Амбу, Амбику и Амбалику. Однако Амба ранее уже отдала своё сердце Шальве, поэтому Вичитравирья женился только на двух царевнах — Амбике и Амбалике.
«Проведя с обеими жёнами семь лет, царь Вичитравирья, хотя и был юн, пришёл к истощению. И как ни старались его друзья вместе с опытными врачевателями, каурава отправился в обиталище Ямы, не оставив наследника». Тогда Сатьявати попросила своего старшего сына Вьясу зачать сыновей в лонах Амбики и Амбалики. Вьяса удовлетворил просьбу своей матери, и в результате от него Амбика родила Дхритараштру, а Амбалика — Панду.